# لورينزو رييس
لورينزو رييس (بالإسبانية: Lorenzo Reyes)‏ (13 يونيو 1991 بسانتياغو في تشيلي - ) هو لاعب كرة قدم تشيلي في مركز الوسط. شارك مع منتخب تشيلي تحت 20 سنة لكرة القدم ومنتخب تشيلي لكرة القدم. أما مع النوادي، فقد لعب مع ريال بيتيس ونادي أطلس ونادي ألميريا ونادي أونيفرسيداد دي تشيلي وهواتشيباتو.

## مسيرته الكروية
لعب لورينزو رييس خلال مسيرته الاحترافية مع 5 أندية في ثلاثة عشر موسمًا وسجل خلالها 6 أهداف ضمن 308 مباراة. ولم يفز بأي موسم بالكأس وفاز في موسمين بالدوري.
خاض لورينزو رييس مسيرته مع نادي هواتشيباتو في موسم 2009 ليلعب معه خمسة مواسم، مشاركًا في 116 مباراة سجل خلالها هدفًا واحدًا. ثم انتقل إلى نادي ريال بيتيس في موسم 2013–14 ولمدة موسمين، حيث شارك في 58 مباراة سجل خلالها هدفًا واحدًا أيضًا. لينتقل بعدها إلى نادي ألميريا في موسم 2015–16 لمدة موسم واحد، مشاركًا في 36 مباراة سجل خلالها 3 أهداف. ثم انتقل إلى نادي أونيفرسيداد دي تشيلي في موسم 2016–17 واستمر معه طيلة ثلاثة مواسم، مشاركًا في 54 مباراة سجل خلالها هدفًا واحدًا. هذا وانتقل لاحقًا إلى نادي أطلس في موسم 2018–19 ولمدة موسمين، مشاركًا في 44 مباراة ولم يسجل أي هدف.

## وصلات خارجية
- لورينزو رييس على موقع قاعدة بيانات كرة القدم.إي يو (الإنجليزية)
- لورينزو رييس على موقع ناشيونال فوتبول تيمز (الإنجليزية)
- لورينزو رييس على موقع Soccerbase.com (لاعب) (الإنجليزية)
- لورينزو رييس على موقع Soccerway.com (الإنجليزية)
- لورينزو رييس على موقع عالم كرة القدم.نت (الإنجليزية)
- لورينزو رييس على موقع AS.com (الإسبانية)